# Tre små ord
Tre små ord (engelska: Three Little Words) är en amerikansk biografisk musikalfilm från 1950 i regi av Richard Thorpe. I huvudrollerna ses Fred Astaire, Red Skelton, Vera-Ellen och Arlene Dahl. Filmen handlar om den kända Tin Pan Alley sångskrivarduon bestående av textförfattaren Bert Kalmar och kompositören Harry Ruby, som tillsammans skrev många evergreens under 1920- och 1930-talen, däribland "Nevertheless", "Thinking of you" och "Three little words". Arrangör och dirigent för filmen var den unge och lovande Andre Previn. Harry Ruby var konsult vid filmens inspelning och medverkar även i en cameoroll som baseballspelare. 

## Rollista i urval
- Fred Astaire - Bert Kalmar
- Red Skelton - Harry Ruby
- Vera-Ellen - Jessie Brown
- Arlene Dahl - Eileen Percy
- Keenan Wynn - Charlie Kope
- Gale Robbins - Terry Lordel
- Gloria DeHaven - Mrs. Carter De Haven
- Phil Regan - sig själv
- Harry Shannon - Clanahan
- Debbie Reynolds - Helen Kane
- Paul Harvey - Al Masters
- Carleton Carpenter - Dan Healy
- George Metkovich - Al Schacht
- Harry Mendoza - sig själv